# Kuroi hitsuji
Kuroi hitsuji (jap. 黒い羊) – ósmy singel japońskiego zespołu Keyakizaka46, wydany w Japonii 27 lutego 2019 roku przez Sony Records.
Singel został wydany w pięciu edycjach: regularnej (CD) i czterech CD+Blu-ray (Type-A, Type-B, Type-C, Type-D). Osiągnął 1 pozycję w rankingu Oricon i pozostał na liście przez 99 tygodni. Zdobył status płyty Milion.

## Lista utworów
Wszystkie utwory zostały napisane przez Yasushiego Akimoto.

### Type-A
| CD | CD                                                                                         | CD                            | CD                  | CD      |
| Nr | Tytuł utworu                                                                               | Kompozycja                    | Aranżacja           | Długość |
| -- | ------------------------------------------------------------------------------------------ | ----------------------------- | ------------------- | ------- |
| 1. | „Kuroi hitsuji” (jap. 黒い羊)                                                              | Nazca                         | Nazca               | 5:07    |
| 2. | „Kimi ni hanashite okitai koto” (jap. 君に話しておきたいこと) (wyk. Hiragana Keyakizaka46) | Toshiyuki Tachikawa           | Toshiyuki Tachikawa | 4:57    |
| 3. | „Nobody”                                                                                   | Dr.Kay, Gold Driver, BonoBono | APAZZI              | 3:48    |
| 4. | „Kuroi hitsuji” (jap. 黒い羊) (off vocal ver.)                                             | Nazca                         | Nazca               | 5:07    |
| 5. | „Kimi ni hanashite okitai koto” (jap. 君に話しておきたいこと) (off vocal ver.)             | Toshiyuki Tachikawa           | Toshiyuki Tachikawa | 4:57    |
| 6. | „Nobody” (off vocal ver.)                                                                  | Dr.Kay, Gold Driver, BonoBono | APAZZI              | 3:48    |

| Blu-ray | Blu-ray                                                                                             | Blu-ray |
| Nr      | Tytuł utworu                                                                                        | Długość |
| ------- | --------------------------------------------------------------------------------------------------- | ------- |
| 1.      | „Kuroi hitsuji” (jap. 黒い羊) (Music Video)                                                         | 5:38    |
| 2.      | „Nobody” (Music Video)                                                                              | 4:04    |
| 3.      | „Keyakizaka46: Tokuten eizō «KEYAKI HOUSE» ~Zenpen~” (jap. 欅坂46 特典映像「KEYAKI HOUSE」〜前編〜) | 41:59   |

### Type-B
| CD | CD                                                                                         | CD                  | CD                  | CD      |
| Nr | Tytuł utworu                                                                               | Kompozycja          | Aranżacja           | Długość |
| -- | ------------------------------------------------------------------------------------------ | ------------------- | ------------------- | ------- |
| 1. | „Kuroi hitsuji” (jap. 黒い羊)                                                              | Nazca               | Nazca               | 5:07    |
| 2. | „Kimi ni hanashite okitai koto” (jap. 君に話しておきたいこと) (wyk. Hiragana Keyakizaka46) | Toshiyuki Tachikawa | Toshiyuki Tachikawa | 4:57    |
| 3. | „Dakishimete yaru” (jap. 抱きしめてやる) (wyk. Hiragana Keyakizaka46)                      | Bugbear             | Makoto Wakatabe     | 4:06    |
| 4. | „Kuroi hitsuji” (jap. 黒い羊) (off vocal ver.)                                             | Nazca               | Nazca               | 5:07    |
| 5. | „Kimi ni hanashite okitai koto” (jap. 君に話しておきたいこと) (off vocal ver.)             | Toshiyuki Tachikawa | Toshiyuki Tachikawa | 4:57    |
| 6. | „Dakishimete yaru” (jap. 抱きしめてやる) (off vocal ver.)                                  | Bugbear             | Makoto Wakatabe     | 4:06    |

| Blu-ray | Blu-ray                                                                                             | Blu-ray |
| Nr      | Tytuł utworu                                                                                        | Długość |
| ------- | --------------------------------------------------------------------------------------------------- | ------- |
| 1.      | „Kuroi hitsuji” (jap. 黒い羊) (Music Video)                                                         | 5:38    |
| 2.      | „Dakishimete yaru” (jap. 抱きしめてやる) (Music Video)                                              | 5:09    |
| 3.      | „Keyakizaka46: Tokuten eizō «KEYAKI HOUSE» ~Chūhen~” (jap. 欅坂46 特典映像「KEYAKI HOUSE」〜中編〜) | 41:04   |

### Type-C
| CD | CD                                                                                         | CD                  | CD                  | CD      |
| Nr | Tytuł utworu                                                                               | Kompozycja          | Aranżacja           | Długość |
| -- | ------------------------------------------------------------------------------------------ | ------------------- | ------------------- | ------- |
| 1. | „Kuroi hitsuji” (jap. 黒い羊)                                                              | Nazca               | Nazca               | 5:07    |
| 2. | „Kimi ni hanashite okitai koto” (jap. 君に話しておきたいこと) (wyk. Hiragana Keyakizaka46) | Toshiyuki Tachikawa | Toshiyuki Tachikawa | 4:57    |
| 3. | „Heel no takasa” (jap. ヒールの高さ) (wyk. Yūka Sugai, Akane Moriya)                       | Kōichi Tsurusaki    | Kōichi Tsurusaki    | 3:50    |
| 4. | „Kuroi hitsuji” (jap. 黒い羊) (off vocal ver.)                                             | Nazca               | Nazca               | 5:07    |
| 5. | „Kimi ni hanashite okitai koto” (jap. 君に話しておきたいこと) (off vocal ver.)             | Toshiyuki Tachikawa | Toshiyuki Tachikawa | 4:57    |
| 6. | „Heel no takasa” (jap. ヒールの高さ) (off vocal ver.)                                      | Kōichi Tsurusaki    | Kōichi Tsurusaki    | 3:50    |

| Blu-ray | Blu-ray                                                                                            | Blu-ray |
| Nr      | Tytuł utworu                                                                                       | Długość |
| ------- | -------------------------------------------------------------------------------------------------- | ------- |
| 1.      | „Kuroi hitsuji” (jap. 黒い羊) (Music Video)                                                        | 5:38    |
| 2.      | „Heel no takasa” (jap. ヒールの高さ) (Music Video)                                                 | 4:46    |
| 3.      | „Keyakizaka46: Tokuten eizō «KEYAKI HOUSE» ~Kōhen~” (jap. 欅坂46 特典映像「KEYAKI HOUSE」〜後編〜) | 41:03   |

### Type-D
| CD | CD | CD                  | CD                               | CD      |
| Nr | Tytuł utworu                                                                                                   | Kompozycja          | Aranżacja                        | Długość |
| -- | --- | ------------------- | -------------------------------- | ------- |
| 1. | „Kuroi hitsuji” (jap. 黒い羊)                                                                                  | Nazca               | Nazca                            | 5:07    |
| 2. | „Kimi ni hanashite okitai koto” (jap. 君に話しておきたいこと) (wyk. Hiragana Keyakizaka46)                     | Toshiyuki Tachikawa | Toshiyuki Tachikawa              | 4:57    |
| 3. | „Gomen ne Christmas” (jap. ごめんね クリスマス) (wyk. Rina Uemura, Rika Ozeki, Nanako Nagasawa, Rika Watanabe) | Takafumi Fujino     | Takafumi Fujino, Takashi Shimada | 4:36    |
| 4. | „Kuroi hitsuji” (jap. 黒い羊) (off vocal ver.)                                                                 | Nazca               | Nazca                            | 5:07    |
| 5. | „Kimi ni hanashite okitai koto” (jap. 君に話しておきたいこと) (off vocal ver.)                                 | Toshiyuki Tachikawa | Toshiyuki Tachikawa              | 4:57    |
| 6. | „Gomen ne Christmas” (jap. ごめんね クリスマス) (off vocal ver.)                                               | Takafumi Fujino     | Takafumi Fujino, Takashi Shimada | 4:36    |

| Blu-ray | Blu-ray                                                                                               | Blu-ray |
| Nr      | Tytuł utworu                                                                                          | Długość |
| ------- | --- | ------- |
| 1.      | „Kuroi hitsuji” (jap. 黒い羊) (Music Video)                                                           | 5:38    |
| 2.      | „Gomen ne Christmas” (jap. ごめんね クリスマス) (Music Video)                                         | 4:53    |
| 3.      | „Keyakizaka46: Tokuten eizō «Keyaki chanto.»” (jap. けやき坂46 特典映像『けやきちゃんと。』)          | 41:19   |
| 4.      | „Keyakizaka46: Ni-kisei tokuten eizō «Avenir»” (jap. 欅坂46 二期生特典映像『Avenir』)                 | 28:15   |
| 5.      | „Keyakizaka46: San-kisei tokuten eizō «Hina no na no»” (jap. けやき坂46 三期生特典映像『ひなのなの』) | 7:54    |

### Edycja regularna
| CD | CD                                                                                         | CD                  | CD                  | CD      |
| Nr | Tytuł utworu                                                                               | Kompozycja          | Aranżacja           | Długość |
| -- | ------------------------------------------------------------------------------------------ | ------------------- | ------------------- | ------- |
| 1. | „Kuroi hitsuji” (jap. 黒い羊)                                                              | Nazca               | Nazca               | 5:07    |
| 2. | „Kimi ni hanashite okitai koto” (jap. 君に話しておきたいこと) (wyk. Hiragana Keyakizaka46) | Toshiyuki Tachikawa | Toshiyuki Tachikawa | 4:57    |
| 3. | „Hitei shita mirai” (jap. 否定した未来) (wyk. (Neru Nagahama)                              | Takayuki Yamashita  | Takayuki Yamashita  | 4:29    |
| 4. | „Kuroi hitsuji” (jap. 黒い羊) (off vocal ver.)                                             | Nazca               | Nazca               | 5:07    |
| 5. | „Kimi ni hanashite okitai koto” (jap. 君に話しておきたいこと) (off vocal ver.)             | Toshiyuki Tachikawa | Toshiyuki Tachikawa | 4:57    |
| 6. | „Hitei shita mirai” (jap. 否定した未来) (off vocal ver.)                                   | Takayuki Yamashita  | Takayuki Yamashita  | 4:29    |

## Skład zespołu
| „Kuroi hitsuji” |
| --- |
| Aoi Harada i Yūka Kageyama nie wzięły udziału z powodu przerwy w aktywności w zespole. - Kanji Keyakizaka46 1. gen.: Nijika Ishimori, Rina Uemura, Rika Ozeki, Nana Oda, Minami Koike, Yui Kobayashi, Fuyuka Saitō, Shiori Satō, Yūka Sugai, Miyu Suzumoto, Nanako Nagasawa, Neru Nagahama, Mizuho Habu, Yurina Hirate (środek), Akane Moriya, Rika Watanabe, Risa Watanabe |

| „Kimi ni hanashite okitai koto” |
| --- |
| - Hiragana Keyakizaka46 1. gen.: Mao Iguchi, Sarina Ushio, Memi Kakizaki, Shiho Katō, Kyōko Saitō, Kumi Sasaki, Mirei Sasaki, Mana Takase, Ayaka Takamoto, Mei Higashimura - Hiragana Keyakizaka46 2. gen.: Miku Kanemura, Hina Kawata, Nao Kosaka (środek), Suzuka Tomita, Akari Nibu, Hiyori Hamagishi, Konoka Matsuda, Manamo Miyata, Miho Watanabe |

| „Nobody” |
| --- |
| - Kanji Keyakizaka46 1. gen.: Nijika Ishimori, Rina Uemura, Rika Ozeki, Nana Oda, Minami Koike, Yui Kobayashi, Fuyuka Saitō, Shiori Satō, Yūka Sugai, Miyu Suzumoto, Nanako Nagasawa, Neru Nagahama, Mizuho Habu, Yurina Hirate (środek), Akane Moriya, Rika Watanabe, Risa Watanabe |

| „Dakishimete yaru” |
| --- |
| - Hiragana Keyakizaka46 1. gen.: Mao Iguchi, Sarina Ushio, Memi Kakizaki, Shiho Katō, Kyōko Saitō, Kumi Sasaki, Mirei Sasaki, Mana Takase, Ayaka Takamoto, Mei Higashimura - Hiragana Keyakizaka46 2. gen.: Miku Kanemura, Hina Kawata, Nao Kosaka (środek), Suzuka Tomita, Akari Nibu, Hiyori Hamagishi, Konoka Matsuda, Manamo Miyata, Miho Watanabe |

## Notowania
| Lista                             | Pozycja |
| --------------------------------- | ------- |
| Oricon Weekly Singles Chart       | 1       |
| Oricon Yearly Singles Chart       | 5       |
| Billboard Japan Hot 100           | 1       |
| Billboard Japan Hot Singles Sales | 1       |

## Sprzedaż
| Dane wg         | Sprzedaż |
| --------------- | -------- |
| Oricon          | 934 526  |
| Billboard Japan | 915 941+ |